# Luigi Pennacchio
Luigi Pennacchio (Temù, 1º gennaio 1933 – Sondrio, 21 marzo 2001) è stato un saltatore con gli sci italiano.

## Biografia
Nato a Temù, in provincia di Brescia, nel 1933, a 23 anni ha preso parte ai Giochi olimpici di Cortina d'Ampezzo 1956, nel trampolino normale, unica gara di salto con gli sci in programma, terminando 37º con 180.5 punti.
Quattro anni dopo ha partecipato di nuovo alle Olimpiadi, quelle di Squaw Valley 1960, sempre nel trampolino normale, chiudendo 39º con 171.2 punti.
Ai campionati italiani ha vinto 1 oro, 3 argenti e 2 bronzi nel trampolino normale.